# Askalo
Askalo foi uma comunidade em linha em onde se podia partilhar o que um sabia ou queria saber sobre algum lugar. Os utentes partilhavam com os demais conselhos e vivências sobre suas cidades, por meio de perguntas e respostas. Desde maio de 2017, funciona como um buscador de anúncios classificados em versão beta.

## História
A página junto com Locanto e Yalwa, é uma dos três aplicativos site de foco local criadas pela empresa alemã Yalwa. Klaus P. Gapp, CEO e fundador da startup Yalwa, fundou e operou anteriormente Opusforum.org, um lugar local de avisos classificados oferecidos para os países de idioma alemão. Opusforum.org foi adquirido por eBay em 2005 e fundido, um ano mais tarde com o lugar de classificados Kijiji.
Em maio de 2017, foi relançado como um buscador gratuito de anúncios classificados nas categorias automóveis, emprego e imobiliária. O novo Askalo está disponível em versão beta.